# Катречко Тетяна Олексіївна
Тетяна Олексіївна Катречко (Шаліна) (нар. 6 серпня 1960) — українська радянська діячка, бригадир виноградарської бригади радгоспу «Янтарний» Тарутинського району Одеської області. Депутат Верховної Ради УРСР 11-го скликання.

## Життєпис
Освіта середня спеціальна.
З 1979 року — бригадир виноградарської бригади радгоспу «Янтарний» села Олександрівка Тарутинського району Одеської області.
Потім — на пенсії в селі Олександрівка Тарутинського району Одеської області.

## Нагороди
- ордени
- медалі